# Axis Assassin
Axis Assassin è un videogioco sparatutto simile a Tempest, pubblicato nel 1983 per Apple II, Atari 8-bit e Commodore 64 da Electronic Arts.

## Modalità di gioco
Il gioco si svolge su una griglia a schermata fissa che rappresenta la ragnatela del ragno gigante Master Arachnid. La griglia è rettangolare, ma è piegata e inclinata nello spazio tridimensionale, con forma diversa a ogni livello, ed è mostrata in prospettiva con punto di fuga centrale. La griglia è formata da corsie verticali (che si allontanano nella prospettiva) fisse, mentre le linee orizzontali sono discontinue e variabili.
Il giocatore controlla la navicella Axis Assassin che può muoversi in orizzontale e verticale sulla griglia (a differenza di Tempest, dove invece ci si muove solo lungo il bordo della struttura). Il movimento orizzontale da una corsia all'altra è sempre possibile, mentre quello verticale è ostacolato dalle eventuali linee orizzontali della ragnatela, che però si possono distruggere sparandogli.
L'Axis Assassin può sparare a raffica in verticale con munizioni illimitate, anche all'indietro, e ha una sola bomba per livello che è in grado di eliminare tutti i nemici attualmente presenti. 
I nemici sono esseri di diverso tipo dall'aspetto geometrico, letali al contatto: gli spinner possono generare le linee orizzontali, e ne creano molte già prima dell'inizio di ogni livello; i drone si muovono lungo le corsie; gli hunter cambiano anche corsia inseguendo il giocatore; le spore si dividono in due mutant guard; gli exterminator sono immuni ai colpi.
Ci sono 5 zone di difficoltà crescente, in parte selezionabili a inizio partita, ciascuna con 20 livelli. A difficoltà molto alte ci sono anche livelli con la griglia invisibile.
Inoltre, se si attiva la bomba a fine livello, si entra nel livello bonus The Nest (il nido), dove con un ristretto limite di tempo si può vincere una vita. In The Nest non c'è la ragnatela, ma è un'area con visuale dall'alto, con Master Arachnid al centro, e movimento e sparo sono liberi in tutte le direzioni.

## Accoglienza
La stampa del Regno Unito, riferendosi perlopiù alla versione Commodore 64, lo accolse di solito con giudizi medi, o nel caso di Commodore User 28 decisamente negativo in quanto era un gioco ormai datato.